# Split Decision
Split Decision è il settimo album della Steve Morse Band, pubblicato nel 2002.

## Tracce
1. Heightened Awareness – 4:19
2. Busybodies – 2:34
3. Marching Orders – 4:58
4. Mechanical Frenzy – 4:26
5. Great Mountain Spirits – 4:22
6. Majorly Up – 3:54
7. Gentle Flower, Hidden Beast – 5:37
8. Moment's Comfort – 5:33
9. Clear Memories – 3:21
10. Midnight Daydream – 5:18
11. Back Porch – 4:01
12. Natural Flow – 4:42

## Formazione
- Steve Morse – chitarra
- Dave LaRue – basso
- Van Romaine – batteria